# Abakus (stolek)

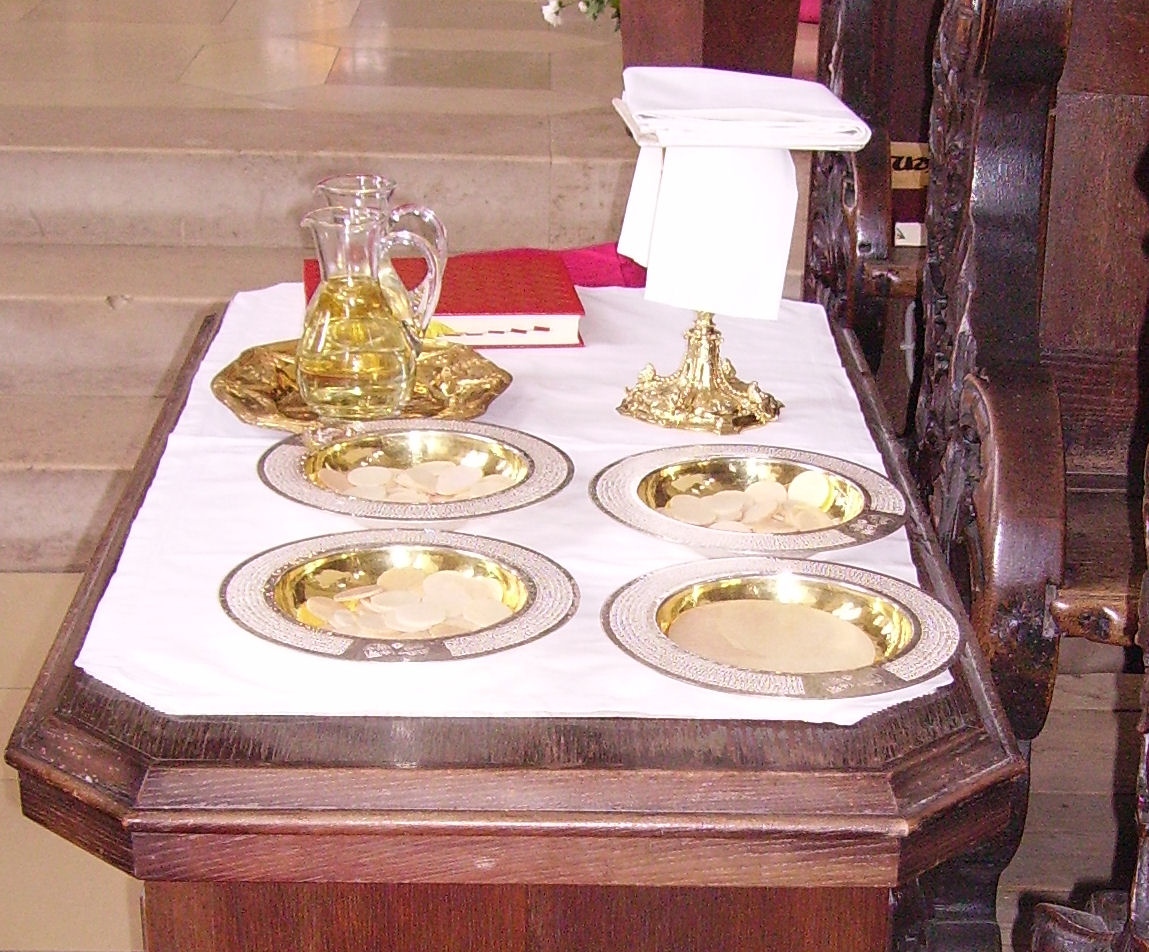
Abakus a na něm hostie, misál a kalich

Abakus nebo Abak (někdy též kredenční stolek nebo kredenc) je součást liturgického vybavení kostela. Jedná se o stolek, určený pro přípravu věcí ke mši svaté, bývá umístěn v presbytáři v blízkosti oltáře. Nejčastěji se nachází u zdi na epištolní straně chrámu. Může na něm být lněná látka a bývá obsluhován akolyty nebo ministranty. Může se na něm nacházet chléb a víno před proměněním, miska, pateny, konvičky a ručník na lavabo atd. Hostie pro věřící zde mohou být během bohoslužby uloženy v ciboriu nebo pyxidě.